# Overture 1984–1996
Overture 1984–1996 – kompilacja utworów zespołu Pendragon wydana w 1998.

## Spis utworów
Album zawiera:
1. Midnight Running – 7:45
2. Sister Bluebird – 7:48
3. Paintbox – 8:38
4. Ghosts – 8:02
5. The Voyager – 12:16
6. Dark Summer's Day – 5:32
7. Total Recall – 7:01
8. The Black Knight – 10:25

## Skład zespołu
Twórcami albumu są:
- Nick Barrett – śpiew, gitara
- Rik Carter, Clive Nolan – instrumenty klawiszowe
- Peter Gee – gitara basowa, gitara
- Nigel Harris, Fudge Smith – instrumenty perkusyjne